# بوب برونيه
بوب برونيه (بالإنجليزية: Bob Brunet)‏ هو لاعب كرة قدم أمريكية أمريكي، ولد في 29 يوليو 1946 في لاروس في الولايات المتحدة.

## وصلات خارجية
- بوب برونيه على موقع مرجع كرة القدم المحترفة.كوم (الإنجليزية)